# 石门槛历史文化街区
石门槛历史文化街区是浙江省绍兴市越城区的八处历史文化街区之一，位于古城中部，仓桥直街以东，人民西路以北，越都商城太古广场以南。旧时此处有道台衙门，街口曾设有石质高门槛，以防止拉车的牛马到处排便。

## 历史建筑
石门槛历史文化街区内没有高等级的文物建筑。